# Пиментель-и-Суньига, Доминго
Доминго Пиментель-и-Суньига (исп. Domingo Pimentel Zúñiga; 3 октября 1584, Бенавенте, королевство Испания — 2 декабря 1653, Мадрид, Королевство Испания) — испанский кардинал, доминиканец. Епископ Осмы о 2 октября 1630 по 18 июля 1633. Епископ Кордовы с 18 июля 1633 по 19 июля 1649. Архиепископ Севильи с 19 июля 1649 по 2 декабря 1652. Кардинал-священник с 19 февраля 1652, с титулом церкви Сан-Сильвестро-ин-Капите с 23 июня 1653.